# Hilara granditarsis
Hilara granditarsis är en tvåvingeart som beskrevs av Charles Howard Curran 1926. Hilara granditarsis ingår i släktet Hilara och familjen dansflugor.
Artens utbredningsområde är Alberta. Inga underarter finns listade i Catalogue of Life.